# 海陽町立海南小学校
海陽町立海南小学校（かいようちょうりつ かいなんしょうがっこう）は、徳島県海部郡海陽町四方原字旭町にある公立小学校。

## 沿革
- 1873年 - 大里公立小学校を創立。
- 1956年4月1日 - 国民学校令により、川東国民学校に改称
- 1947年4月1日 - 学制改革により、川東小学校に改称
- 1956年11月1日 - 川東村・浅川村・川上村の合併のため海南町となり、海南町立海南小学校に改称。
- 2006年3月31日 - 町村合併のため海南町から海陽町となり、現校名に改称。
- 2011年4月1日 - 海陽町立浅川小学校・海陽町立川上小学校と統合し、（新）海陽町立海南小学校となった。

## 関連学校
- 海陽町立海陽中学校
- 海陽町立海南中学校 - かつての進学先。

## 通学区域が隣接している学校
- 海陽町立海部小学校
- 海陽町立宍喰小学校
- 高知県馬路村立魚梁瀬小中学校
- 那賀町立木頭小学校
- 那賀町立相生小学校
- 美波町立日和佐小学校
- 牟岐町立牟岐小学校